# Philippe Deroche
Philippe Deroche (né le 11 septembre 1954 à Nevers) est un athlète français, spécialiste du saut en longueur.

## Biographie
En junior, il est finaliste du concours des Championnats d'Europe ; il réussit en 1973 un saut de 7,78 m et en 1974 un saut de 7,82 m. Il s’adjuge en 1975 le titre de champion de France universitaire senior ASSU en 7,78 m.
Médaillé d'argent des Jeux méditerranéens de 1979, il se classe dixième des Jeux olympiques de 1980, à Moscou.
Il remporte trois titres de champion de France du saut en longueur, deux en plein air en 1980 et 1983, et un en salle en 1984.

## Palmarès
- Championnats de France d'athlétisme :
  - Vainqueur du saut en longueur en 1980 et 1983.
  - Deuxième de ce concours en 1976 avec un bond de 8,18 m réalisé avec un vent favorable de 2,20 m[3].
- Championnats de France d'athlétisme en salle :
  - Vainqueur du saut en longueur en 1984

### Records
| Épreuve          | Performance | Lieu | Date |
| ---------------- | ----------- | ---- | ---- |
| Saut en longueur | 8,09 m      |      | 1977 |